# Arlezjanka (Pani Ginoux)
Arlezjanka (Pani Ginoux) (w oryg. fr. L'Arlesienne (Madame Ginoux), hol. L'Arlésienne, portret van Madame Ginoux) – to zbiorczy tytuł 4 obrazów – portretów Marie Ginoux, namalowanych przez Vincenta van Gogha w lutym 1890, podczas pobytu artysty w szpitalu psychiatrycznym w miejscowości Saint-Rémy.

## Historia i opis
Marie i Joseph Ginoux byli właścicielami kawiarni Café de la Gare w Arles, nad którą Vincent van Gogh przez pewien okres (od maja do września 1888) wynajmował pokój, kiedy mieszkał w Arles. Szybko zaprzyjaźnił się z gospodarzami a Marie Ginoux, młoda kobieta o skłonnościach depresyjnych,  była tą osobą spośród jego przyjaciół z Arles, którą najbardziej lubił; pozowała mu ona do portretu na jesieni 1888.
Podczas pobytu w szpitalu psychiatrycznym Saint-Paul-de Musole w Saint-Remy van Gogh powrócił do pomysłu sporządzenia portretu, mając wówczas do dyspozycji jako model jedynie rysunek Marie Ginoux autorstwa Paula Gauguina, zabrany ze sobą z Arles. 

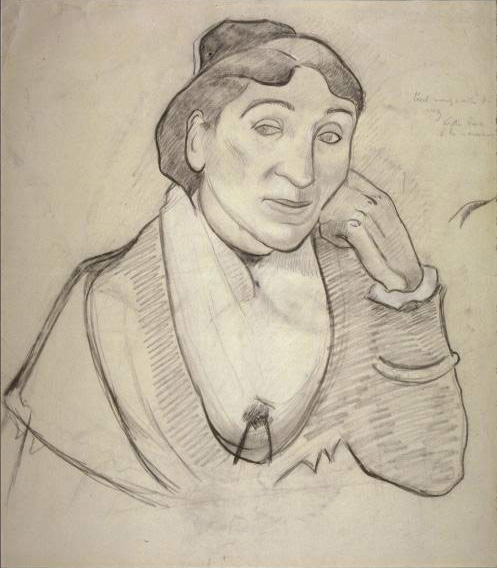
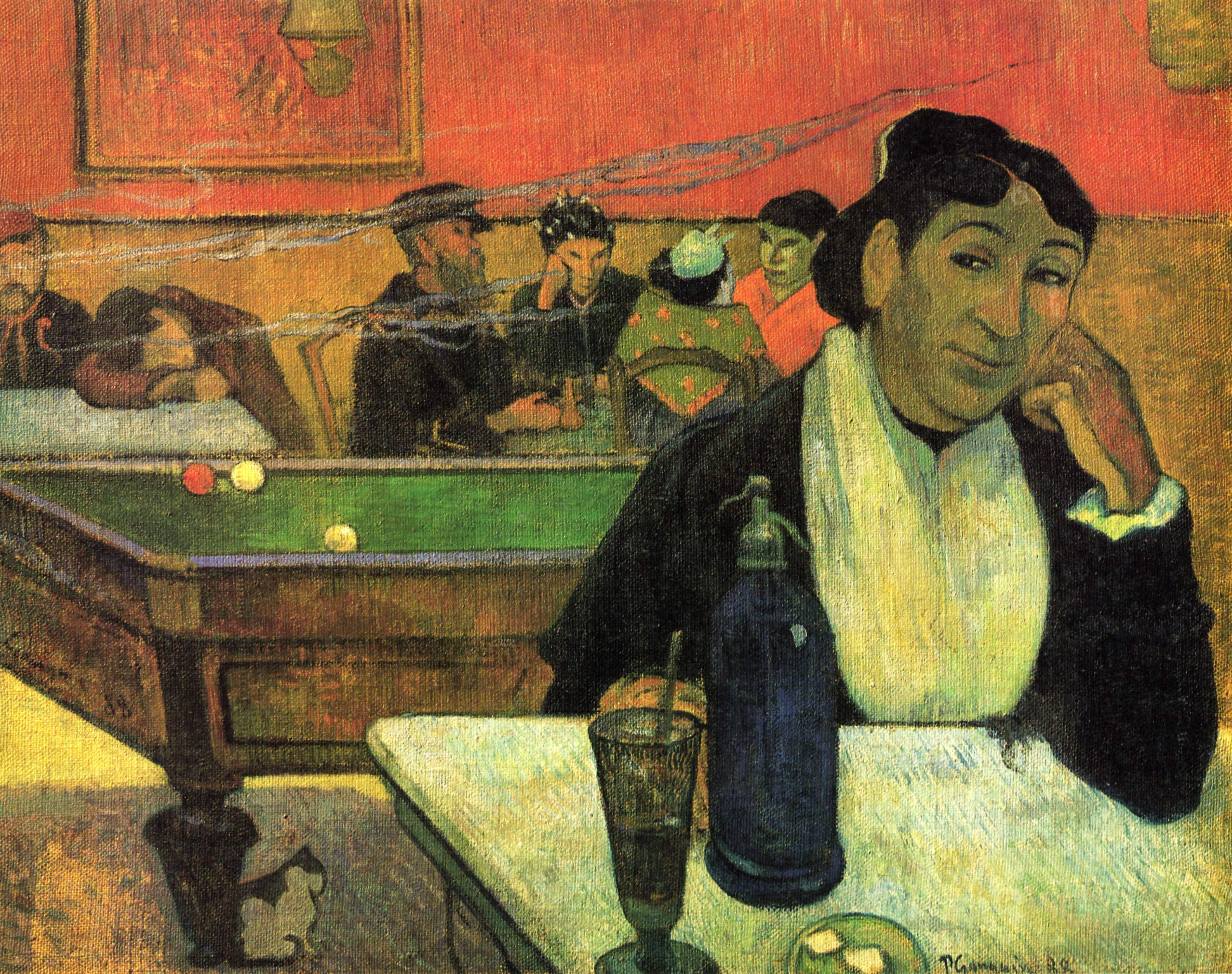

Na podstawie własnego rysunku Marie Ginoux również Gauguin namalował obraz, zatytułowany „Nocna kawiarnia” (obecnie w zbiorach Muzeum Sztuk Pięknych im. Puszkina w Moskwie)
Van Gogh sporządził pięć wersji portretu Marie Ginoux, z których piąta (zaginiona) była prawdopodobnie prezentem dla niej samej.
Na wszystkich wersjach obrazu Marie Ginoux jest przedstawiona w stroju typowym dla okolic Arles. Wspiera się ona na stole, na którym leżą książki. Obrazy w wersjach Arlezjanka I, Arlezjanka II i Arlezjanka III są bardzo podobne do siebie a Marie Ginoux jest interpretowana jako postać matczyna i uosobienie melancholii. Obraz czwarty, Arlezjanka IV, z kwiatami w tle, nawiązujący do tła z obrazu Paula Gauguina Autoportrait avec portrait de Bernard, „Les Misérables”, był prawdopodobnie przeznaczony dla niego. O zamiarze takim świadczyć może list napisany do brata Theo 30 kwietnia 1890:
„Jeśli chodzi o portret Arlezjanki, to wiesz, że obiecałem kopię naszemu przyjacielowi Gauguinowi i musisz mu ją wysłać.”.
W wersji Arlezjanka II na stole leżą dwie książki: Chata Wuja Toma Harriet Beecher Stowe i Opowieść wigilijna Karola Dickensa. Obie one stanowią aluzję do wartości ludzkich, wyznawanych przez van Gogha i przypisywanych przez niego także bohaterce portretu. Marie Ginoux zaś, która asystowała przy nim, gdy miał ataki choroby (i która sama też cierpiała na dolegliwości nerwowe) wzbudzała w nim uczucie empatii.
O pracy nad obrazem van Gogh poinformował siostrę Willeminę w liście napisanym ok. 20 lutego 1890.
W kolejnym liście, napisanym 5 czerwca 1890, już z Auvers-sur-Oise, poinformował ją ponadto, iż jedna z wersji obrazu była przeznaczona do dekoracji pokoju brata i szwagierki, dodając przy tym entuzjastyczną opinię doktora Gacheta na temat dzieła:
„Przywiozłem ze sobą stosunkowo duży obraz dla chłopczyka Theo i Jo (...), mają też oni w swoim apartamencie nowy portret Arlezjanki. Mój przyjaciel, dr. Gachet, jest nastawiony bardzo entuzjastycznie do portretu Arlezjanki, którego kopię mam również u siebie”.
Swojego uznania nie krył również Paul Gauguin w liście napisanym w Paryżu ok. 13 czerwca 1890:
„Widziałem płótno pani Ginoux. Bardzo ładne i bardzo ciekawe, lubię je bardziej, niż mój rysunek”.
Van Gogh był świadomy symboliki Arlezjanki jako podsumowania teorii malarskich Gauguina, a także ich wspólnej drogi artystycznej. Wyrazem tego jest jego niedokończony list z odpowiedzią do przyjaciela, znaleziony po jego [van Gogha] śmierci wśród pozostałych po nim dokumentów:
„Sprawia mi ogromną przyjemność, kiedy mówisz, że przypadł Ci do gustu portret Arlezjanki, oparty ściśle na Twoim rysunku. Próbowałem być skrupulatnie wierny Twojemu rysunkowi, kiedy pozwoliłem sobie zinterpretować za pomocą koloru jego stonowany charakter i styl. To jest synteza Arlezjanki, jeśli wolisz, a ponieważ syntezy Arlezjanek są rzadkie, potraktuj tę pracę, jako Twoją i moją, jako podsumowanie naszych wspólnie przepracowanych miesięcy”.

## Arlezjanka IV sprzedana za 40 mln dolarów
2 maja 2006 Arlezjanka IV została sprzedana na aukcji w salonie Christie's w Rockefeller Center, w Nowym Jorku za sumę ponad 40 mln dolarów, stając się tym samym czwartym, najdroższym obrazem van Gogha.